# Cereal
Cereal is een plaats (village) in de Canadese provincie Alberta en telt 131 inwoners (2018).